# La Ronde de nuit (roman)
Pour les articles homonymes, voir Ronde de nuit.
La Ronde de nuit est un roman de Patrick Modiano publié en 1969 aux éditions Gallimard. C’est le deuxième roman de Modiano et le premier traduit en anglais.

## Historique
Le roman est en lice pour le prix Goncourt 1969, jusqu'au troisième tour de scrutin, finalement décerné à Creezy de Félicien Marceau.

## Résumé
Le narrateur du roman travaille pour la Résistance en même temps que pour la Gestapo française. Les personnages principaux du roman sont inspirés des deux personnages vrais, dirigeants de la Gestapo. Le Khédive a des traits d'Henri Lafont (écrit Laffont par Modiano dans La Place de l'Étoile) et Philibert a des traits de Pierre Bonny. Les deux étaient des collaborateurs, membres de la Gestapo française. Le bureau 3 bis square Cimarosa dans le roman est inspiré du 93, rue Lauriston, où Lafont et Bonny avaient leur bureau, choisi pour la cour et le sous-sol, où les membres de la Gestapo torturaient des prisonniers, afin que les voisins ne puissent pas les entendre.

## Personnages
- Le narrateur, alias la Princesse de Lamballe, alias Swing Troubadour,
- Coco Lacour (aveugle, sourd, muet),
- Esmeralda (enfant sourde et muette),
- Le Khédive (membre de la police dégradé devenu chef de la milice),
- Monsieur Philibert (ancien policier, co-responsable de la milice),
- Baronne Lydia,
- Violette Morris,
- Frau Sultana (complices de la Gestapo),
- Le Lieutenant Pernety,
- Picpus,
- Saint Georges (jeunes résistants du RCO).